# Berliet TVR
Der Berliet TVR war ein mittlerer Straßenschlepper, entworfen vom französischen Kraftfahrzeughersteller Berliet in Lyon 1933 bis 1935.

## Geschichte
Die ersten Varianten des Berliet TVR erhielten ihre allgemeine Betriebserlaubnis im Juni 1933. Für den Serienbau der insgesamt vier Varianten wurden jeweils 50 Chassisnummern reserviert, indessen taucht der Typ in der Statistik der 1930 bis 1942 von Berliet gebauten Nutzfahrzeuge nicht auf: Entweder handelte es sich generell nur um Prototypen, vielleicht gar nur Projekte, oder die überlieferte Statistik ist diesbezüglich unvollständig.

## Allgemeine Daten
Alle Varianten hatten Vierganggetriebe mit Rückwärtsgang. Lediglich der Berliet TVRG mit seinem Holzgasmotor hatte zusätzlich ein Vorgelegegetriebe, offenbar um die schwache Motorleistung differenzierter übersetzen zu können. Der Radstand betrug bei allen Modellen 2,97 m, nur beim TVRG 3,562 m, da der Holzgasgenerator zusätzlich Platz benötigte. Die Spurweite vorne wird einheitlich mit 1,805 m, die hintere mit 1,602 m angegeben, die Zuglast mit 7,5 Tonnen. Der Berliet TVRG wog einschließlich Aufbau 4340 kg.

## Varianten
Es gab vier Varianten, deren technische Daten der folgenden Übersicht entnommen werden können. Es gibt bislang keine Publikation, die alle bei Berliet gebauten Typen mit ihren Varianten abhandelt. Die technischen Daten wurden daher im Wesentlichen den Anträgen der Firma Berliet auf Erteilung einer allgemeinen Betriebserlaubnis an die zuständige Behörde (Ingenieur des mines) entnommen. Diese Anträge sind alle erhalten und in der Fondation Berliet in Lyon einsehbar und durchnummeriert.
| Typ   | ABE       | Motor | Zyl. | Bohrg. | Hub   | Hubr. | /min | CV    | Chassis | Bem.,  |
|       | Mon./Jahr | Typ   | Zahl | mm     | mm    | cm³   | max  | fisc. | kg      | Quelle |
| ----- | --------- | ----- | ---- | ------ | ----- | ----- | ---- | ----- | ------- | ------ |
| TVR15 | 6.33      | MLX2  | 4    | 95     | 140   | 3969  | 2000 | 20    | 2350    | [ 3 ]  |
| TVR20 | 3.35      | MKL   | 4    | 100    | 140   | 4398  | 1800 | 20    | 2750    | [ 4 ]  |
| TVR6  | 6.33      | MDF   | 4    | 110    | 150   | 5702  | 1800 | 15    | 2600    | [ 5 ]  |
| TVRG  | 8.35      | MKEG  | 4    | 110    | 154,8 | 5884  | 2200 | 16    | *       | [ 6 ]  |